# 分離不定詞
英語における分離不定詞とは、to と動詞の原形の間に語句が挟まれた不定詞である。通常、間の語句は副詞か副詞句である。テレビ番組「スタートレック」の冒頭の句、"to boldly go where no man has gone before" はよく知られた例である。ここでは副詞のboldlyが不定詞 "to go"を分離している。"The population is expected to more than double in the next ten years." のように、二語以上により不定詞が分離されることもある。19世紀、規範主義的言語学者が分離不定詞を禁ずる規範を導入した。現在ではある程度の意見の相違はあるものの、現代英語の用法においては分離不定詞は特に禁じられていない。

## 歴史

### 中英語
古英語において、不定詞は動詞の語尾に-n もしくは -an を付与することで形成され、一語であった。一方、動名詞はtoに動詞的名詞の与格形 (-anne / -enne)を付与した2語で表された。中英語になると不定詞と動名詞が合流し、どちらも語尾 -enを持つようになった。古英語・初期中英語の時代ではto不定詞が分離されることはなかった。
現在確認されている最古の分離不定詞は13世紀の詩、 Layamon's Brutに現れる。
and he cleopede him to; alle his wise cnihtes. for to him reade;
And he called to him all his wise knights / to him advise.
For this was gret unkyndenesse, to this manere treten there brother.
For this was great unkindness, to in this manner treat their brother.

### 現代英語
中英語で発生した分離不定詞であったが、15〜16世紀頃には分離不定詞は珍しいものとなっていた。ウィリアム・シェイクスピアは1, 2度しか分離不定詞を使用していない。確かな例は以下の文であるが、平仄を整えるために文法的な倒置を使ったと考えられる。
Root pity in thy heart, that when it grows, thy pity may deserve to pitied be (Sonnet 142).
エドムンド・スペンサー、ジョン・ドライデン、アレクサンダー・ポープ、欽定訳聖書は分離不定詞は一度も用いておらず、サミュエル・ジョンソンもほとんど用いなかった。ジョン・ドンは数度用いている。分離不定詞構文が消失しかけた理由は知られておらず、分離不定詞が文法的に禁止された記録はない。
分離不定詞は18世紀頃に再び現れるようになり、19世紀にはより一層多く使われるようになった。ベンジャミン・フランクリン、エイブラハム・リンカーン、ヘンリー・ジェイムズなど、多くの作家が分離不定詞を用いている。18世紀のスコットランド詩人、ロバート・バーンズの詩を以下に示す。
Who dared to nobly stem tyrannic pride. ("The Cottar's Saturday Night")
口語では分離不定詞は広く使われている。American Heritage Book of English Usageは、分離不定詞は意識されることもなく常に用いられていると説明する。現代英会話のコーパスでは、always, completelyなどを含む不定詞句は非分離不定詞よりも分離不定詞として現れることが多い。

### 構文の起源
中英語で分離不定詞構文が発達した理由、また現代英語でこれほど強力に構文が復活した理由はわからないが、多くの仮説が立てられている。

#### 類推説
伝統的文法学者は、副詞が定動詞の前に置かれうることを指摘してきた。
ジョージ・カームは、「ある副詞が定動詞の直前に配置されるのならば、その副詞は不定詞の直前にも配置されるべきだと感じるだろう」と述べている。
ある人が、下の2文を発する人であるとする。
She gradually got rid of her stutter.
She will gradually get rid of her stutter.
類推により、その人は以下の文も発するかもしれない。
She wants to gradually get rid of her stutter.
分離不定詞が同語反復の引用として用いられることもこの説を支持する。以下はその例である。
子供: I accidentally forgot to feed the hamster.
親: Well, you'll have to try harder not to accidentally forget, won't you?
この例では、定動詞にかかる副詞が分離不定詞中の対応する位置に移動している。

#### 変形文法における説
変形文法ではtoの役割の再解釈が分離不定詞構文の発生に寄与していると考える。

### 類型
現代英語では、分離不定詞はtoと動詞の間に副詞がひとつだけ挟まる形が普通である。その多くが以下のような強調の副詞である。
I need you all to really pull your weight.
I'm gonna (=going to) totally pulverise him.
以下の自己言及的なジョークのように、否定副詞であることもある。
Writers should learn to not split infinitives.
とはいえ、現代口語英語では、ほとんどどのような副詞でもこのような統語論的ポジションに入りうる。とりわけ、副詞と動詞とが緊密な統語論的単位をなしている場合（上の例における really pull および not split のような場合）はそうである。
複数語による分離不定詞を複合分離不定詞と呼ぶ。この場合、通常は副詞のペアであるか複数語からなる副詞句がtoと動詞を分離する。
We are determined to completely and utterly eradicate the disease.
He is thought to almost never have made such a gesture before.
This is a great opportunity to once again communicate our basic message.
中英語と比較すると、現代英語では副詞句でない語句による分離不定詞は稀である。このような例として、代名詞allによる分離不定詞がある。
It was their nature to all hurt one another.
副詞と組み合わさることもある。
I need you to all really pull your weight.
代名詞目的語格形による分離不定詞（上述の中英語のLaymondの例を参考のこと）は現代英語では稀である。おそらく、以下の例のようにtoが前置詞であるとの誤解を招くからだろう。
*And he called to him all his wise knights to him advise.
詩的な構成としては許容されるかもしれないが、これは袋小路文となっている。
| 文                                                 | 途中まで読んだ理解                        | 最終的な文の意味                                             |
| -------------------------------------------------- | ----------------------------------------- | ------------------------------------------------------------ |
| *And he called all his wise knights to him advise. | And he called all his knights to come ... | And he called all his knights, so that they might advise him |

他の品詞が不定詞を分離することは大変稀である。しかし、韻文や詩においては、韻律や脚韻の都合で通常ではない文法がしばしばとられる。上に挙げたシェークスピアの to pitied be は好例である。ここでは過去分詞によって不定詞が分離されている。散文であったらこうは書かなかっただろう。

## 用語の歴史
分離不定詞という用語が登場し、上のような文構造を指すようになったのは19世紀末である。記録上にsplit infinitiveという用語が見られるのは1890年からである。今では稀となったcleft infinitiveという用語が登場したのもほぼ同時期で、1893年が最初である。1890年代ではcleft infinitiveの方がより一般的であったが、早くも1905年以降には、ほとんど使われることがなくなった。Splitting the infinitiveという表現はこれらよりやや古く、1887年に遡る。 主要な語源辞典によると、1926年にinfinitive-splitting、1927年にinfinitive-splitterという表現がそれぞれ続いたとされる。一方で、toと原型動詞の間に2語以上挿入されている分離不定詞を指すcompound split infinitiveという用語はこれらの語源辞典には見られず、これが用いられるようになったのはかなり最近であるとみられる。
分離不定詞は、完全な不定詞が動詞1語だけではなく、toと動詞の2語から成立するということを示唆しているが、全ての文法学者がこれを認めているわけではない。不定詞は動詞1語のみをさすと主張したオットー・イェスペルセンは、「不定詞における'to'の存在は、名詞句における定冠詞と同程度の些末なものである。そして、誰も'the good man'を分離名詞句と呼ぼうとは思わないだろう。」と異議を唱えた。しかし、未だ分離不定詞に代わる用語は導入されていない。

## 論争の歴史
19世紀に分離不定詞がソレシズム(文法的な誤り)であると宣言されて以来、これだけ英語話者を二分した文法的問題は他に無かった。今日、どのような会話でも英語の語法に関する話題が挙がれば、必ず分離不定詞についての言及があるのである。—Henry Watson Fowler、Pocket Fowler's Modern English Usage
分離不定詞の禁止がルネサンス時代に遡ることが時々報告されたり、分離不定詞を禁止した最初の人物として18世紀の学者であるロバート・ロウスがしばしば引き合いに出されるが、そのような内容はロウスの著作には見られず、19世紀以前のいかなる文書にもそういった記述のあるものは確認されていない。
分離不定詞に対する最初の批判は1803年、アメリカ人のジョン・コムリーによるものであると考えられている。

副詞は不定法の動詞と前置詞のtoの間に置かれるべきではない。例えば、To patiently waitとするのではなく、Patiently to waitとするべきである。

他には、1834年に匿名のアメリカ人が分離不定詞を禁止する旨の内容を発表している。

副詞の干渉によって不定法の接頭辞を動詞から分離するという習慣は、教養のない人々の間ではそれほど珍しくない。・・・私は、今までにこの点に関して何らかの規定がなされたという認識はない。・・・しかし、前置詞をその動詞から分離しないという習慣は、良い文章の書き手の間ではごく一般的かつ画一的で、その例外というのは極めて稀である。そのため、私が提案しようとしているルールが、ほとんどのルールと同じくらい的確で、経験の少ない書き手にとって有益なものであると信じる。それが以下である。不定法の動詞の前に置かれる前置詞toは、副詞の干渉あるいは他のいかなる単語やフレーズによってその動詞と分離させてはならない。副詞は前置詞の直前に置くか、または動詞の直後に続くべきである。

1840年、リチャード・テイラーが分離不定詞を「不愉快な飾り気」だとして非難し、1859年にはソロモン・バレットが分離不定詞を「ありふれた間違い」だとした。しかし、この問題に対して広く大衆の意識が引き付けられることになったのは、ヘンリー・アルフォードの著作、『A Plea for the Queen's English』でこれが言及された1864年以降である。

ある文通者は、不定法の目印である前置詞と動詞の間に副詞を挿入することを彼自身の書き方とし、擁護している。彼は例としてto scientifically illustrateを挙げた。しかし、確かにこれは英語の話者や作家にとって全く馴染みのない習慣である。私には、我々は今まで不定詞のtoはその動詞から分離不可能だとみなしてきたように思われる。それでも、既にscientifically to illustrateとto illustrate scientificallyという二つの表現形式の選択肢があるのなら、その一般的な用法に対して堂々と異論を唱えることは道理に適わないのではないか。

批判は他にもあがった。1869年にバッハが(「不定法のtoは動詞から不可分である。」)、1889年にウィリアム・B・ホジスン、そして1897年のラウブ(「目印であるtoは、語句の挿入によって不定詞の残りの部分から離されてはならない。」)などが挙げられる。
これら権威とも呼べる人物が分離不定詞を非難した一方で、これを支持する動きもあった。1851年にブラウンが(分離不定詞を批判してきた文法学者らもおり、確かに他の副詞の並べ方の方が高雅であるが、時に分離不定詞の方が明瞭である、と主張した。)、1882年にハル、1904年にオニオンズ、1905年にイェスペルセン、そして1906年にファウラーが続いた。しかしこれら文法学者らの支持にも関わらず、20世紀初めまでには分離不定詞の禁止は出版物となって発表された。『The King's English』の1907年版で、ヘンリー・ワトソン・ファウラー兄弟はこのように書いている。

不定詞の「分離」は、既に記者らの良心に強く根付いている。それは我々が、彼ら未熟者が不定詞を分離することを咎める代わりに、不定詞を分離するかしないかということが良い書き手か悪い書き手かを分かつという奇妙な迷信を彼らに警告せねばならないほどである。

学校教育における大部分では、分離不定詞は無慈悲ともいえる勢いで反対を受けた。1983年に英国放送協会（BBC）の英語文法に関する番組に出演した通信員はこのように述べている。

我々高齢世代が英語文法にこれほど強い思い入れがある理由の一つは、もしルールに従わなかったらひどく罰せられたからだ！一度分離不定詞を書けば一度叩かれる。二度分離不定詞を書けば二度叩かれる。と、こんな感じだった。

結果として、問題の本質的な事実が全く考慮されないまま議論が進んだ。1960年代までは、しばしば賛成派と反対派との間で小論争があった。ジョージ・バーナード・ショーは分離不定詞を用いる作家を支持した新聞に手紙を送り、また、レイモンド・チャンドラーはアトランティック誌の編集者に対し、彼の分離不定詞の使用に対して口出しをした校正者の不平を述べた。

ところで、あなた方の雑誌の校正を担当した純粋主義者にご挨拶申し上げるとともに、これらのことをお伝え頂きたい。私は、スイス人の給仕が話すような一種の崩れた方言で書くのである。大変腹立たしいが、私は不定詞を分離するべくして分離させているのだ。そして、まるで酒場の方言のような分離不定詞をごく突然に用いて、私の多かれ少なかれ文学的な構文のビロードのような滑らかさに乱れを生じさせる時には、私は目を大きく見開き、心を落ち着け、非常に注意深く行う。やり方こそ完璧でないかもしれないが、しかし、これが私の持てる全てなのだ。

1960年以降の学者らは、分離不定詞を受け入れようという傾向を強く示した。フォレットは『Modern American Usage』(1966)でこのように書いている。「分離不定詞には、文章を改善するという役割がある。これを用いることで文章の表現性や文意の通りがよくなる場合には、分離不定詞を使うべきである。」またファウラー(ガワーズの二訂版より、1965)は、不定詞を分離しないがために引き起こされる結果の一例を次のように挙げた："The greatest difficulty about assessing the economic achievements of the Soviet Union is that its spokesmen try absurdly to exaggerate them; in consequence the visitor may tend badly to underrate them"これについてファウラーは、「不定詞を分離してはならないという恐れから、副詞'absurdly'と'badly'を誤った動詞に接続してしまい、また、副詞を不定詞の後に置いた場合には文章のリズムが崩れてしまうため、この筆者は大胆にも二つの不定詞を'分離'するほかに方法はなかっただろう。」と評価した。ベルンシュタイン(1985)は、不定詞は常に分離されるべきではないものの、そうすることで文章が改善される場合には分離するべきだと主張した。ベルンシュタインは「修飾語の元来の位置は修飾される語の前である。したがって、不定詞を修飾する副詞が本来あるべき位置は、toの後なのである。」と述べた。さらに続けて、「分離不定詞を用いることはたいてい改善となる、というカームの主張は・・・議論をするまでもない事実である。」とも述べている。またヘファナンとリンカンは、彼らの手がけた現代の英語作文の教科書で、上記の著者らを支持した。その中で彼らは、不定詞の「複雑な分離によって・・・意味が弱められる」文章もある一方で、「不定詞を分離して、他の位置にあっては都合の悪い一語修飾語を挿入しても良い」文章もある、と記している。